# 大分県立別府支援学校
大分県立別府支援学校（おおいたけんりつ ぺっぷしえんがっこう）は、大分県別府市にある公立特別支援学校。肢体不自由児 病弱児を教育対象とする。

## 設置学科
- 小学部
- 中学部
- 高等部

## 沿革
- 1962年（昭和37年） - 市立養護学校から独立して開校
- 2010年（平成22年）4月1日 - 大分県立別府養護学校から大分県立別府支援学校に改称